# Aéroport international de South Bimini
Pour les articles homonymes, voir BIM.
L'aéroport international de South Bimini (code IATA : BIM • code OACI : MYBS) est l'aéroport des îles Bimini aux Bahamas. Il est situé sur l'île de South Bimini.

## Situation
| Marsh Harbour Treasure Cay Andros Town South Andros Mangrove Cay San Andros Chub Cay South Bimini Arthur's Town New Bight Crooked island Governor's Harbour North Eleuthera Rock Sound Exuma Staniel Cay Grand Bahama Matthew Town Deadman's Cay Stella Maris Mayaguana Nassau San Salvador |

## Sources
- World Aero Data